# Янг, Марвин Рекс
Марвин Рекс Янг (англ. Marvin Rex Young; 11 мая 1947 — 21 августа 1968) — солдат армии США, удостоился высочайшей военной награды США — медали Почёта за свои действия в ходе Вьетнамской войны.

## Биография
Родился в Алпайне, штат Техас. Самый младший из трёх детей в семье Роя Клинтона и Мэрилин Янг (урождённой Хоскинс).
Вступил в армию в сентябре 1966 года из г. Одесса, штат Техас. На 21 августа 1968 года служил штаб-сержантом роты С первого батальона (механизированного), пятого пехотного полка, 25-й пехотной дивизии. В этот день, находясь в разведывательной миссии близ Бен Куи, Южный Вьетнам его взвод попал под плотный вражеский огонь. После гибели командира взвода Янг принял командование и руководил обороной подразделения. Получив приказ отступать он спас нескольких человек, прижатых к земле вражеским огнём и неспособных двигаться, в ходе чего получил смертельные ранения. 
Ему был 21 год. Тело было похоронено в мемориальном саду Сансет (Sunset Memorial Gardens), в г. Одесса, штат Техас. 

## Награды
- Медаль Почёта
- Пурпурное сердце

## Наградная запись к медали Почёта
За выдающуюся храбрость и отвагу проявленные в бою с риском для жизни при выполнении долга службы и за его пределами. Штаб-сержант Янг отличился ценой жизни исполняя обязанности командира взвода роты С. В ходе выполнения разведывательной миссии близ Бен Куи, рота С внезапно вступила в бой с отрядом северовьетнамской армии численностью до полка. В ходе первого залпа ключевая группа первого взвода оказалась пригвождена к земле, понесла некоторые потери, действующий командир взвода был убит.  Штаб-сержант Янг не колеблясь принял командование над взводом и немедленно приступил к организации и развёртыванию людей в оборонительную позицию, чтобы отразить атаку неприятеля. В то время как противник предпринял психическую атаку на взвод штаб-сержант Янга он двигался от позиции к позиции   воодушевляя [людей] и руководя огнём по враждебным повстанцам, выставляя себя под град вражеских пуль. Получив приказ отступать на лучшую оборонительную позицию он остался позади, чтобы прикрывать огнём отступление. Заметив, что солдаты из небольшого отделения не могут покинуть позицию штаб-сержант Янг с полным пренебрежением к собственной безопасности двинулся к их позиции, ведя огонь при движении. На полпути к их позиции он получил опасное ранение в голову, но всё же продолжил выполнять свою миссию, и приказал отделению отступать. Оставаясь со взводом, пробивавшемся с боем в тыл он был дважды серьёзно ранен: в руку и в ногу. Хотя его нога была сильно повреждена штаб-сержант Янг отказался от помощи, поскольку это могло задержать отступление его товарищей и он приказал им отступать, прикрывал их огнём. С неукротимым мужеством и героическим самопожертвованием он продолжал свою самоназначенную миссию , пока вражеские силы не захватили его позицию. Своей храбростью, ценой собственной жизни он поддержал высочайшие традиции военной службы. Штаб-сержант Янг заслужил великую честь для себя, своей части и армии США.                                   
Оригинальный текст (англ.)
For conspicuous gallantry and intrepidity in action at the risk of his life above and beyond the call of duty. S/Sgt. Young distinguished himself at the cost of his life while serving as a squad leader with Company C. While conducting a reconnaissance mission in the vicinity of Ben Cui, Company C was suddenly engaged by an estimated regimental-size force of the North Vietnamese Army. During the initial volley of fire the point element of the 1st Platoon was pinned down, sustaining several casualties, and the acting platoon leader was killed. S/Sgt. Young unhesitatingly assumed command of the platoon and immediately began to organize and deploy his men into a defensive position in order to repel the attacking force. As a human wave attack advanced on S/Sgt. Young's platoon, he moved from position to position, encouraging and directing fire on the hostile insurgents while exposing himself to the hail of enemy bullets. After receiving orders to withdraw to a better defensive position, he remained behind to provide covering fire for the withdrawal. Observing that a small element of the point squad was unable to extract itself from its position, and completely disregarding his personal safety, S/Sgt. Young began moving toward their position, firing as he maneuvered. When halfway to their position he sustained a critical head injury, yet he continued his mission and ordered the element to withdraw. Remaining with the squad as it fought its way to the rear, he was twice seriously wounded in the arm and leg. Although his leg was badly shattered, S/Sgt. Young refused assistance that would have slowed the retreat of his comrades, and he ordered them to continue their withdrawal while he provided protective covering fire. With indomitable courage and heroic self-sacrifice, he continued his self-assigned mission until the enemy force engulfed his position. By his gallantry at the cost of his life are in the highest traditions of the military service, S/Sgt. Young has reflected great credit upon himself, his unit, and the U.S. Army.